# Liste der Bodendenkmäler in Hettstadt
Auf dieser Seite sind die Bodendenkmäler in der unterfränkischen Gemeinde Hettstadt zusammengestellt. Diese Tabelle ist eine Teilliste der Liste der Bodendenkmäler in Bayern. Grundlage ist die Bayerische Denkmalliste, die auf Basis des Bayerischen Denkmalschutzgesetzes vom 1. Oktober 1973 erstmals erstellt wurde und seither durch das Bayerische Landesamt für Denkmalpflege geführt wird. Die folgenden Angaben ersetzen nicht die rechtsverbindliche Auskunft der Denkmalschutzbehörde.

## Bodendenkmäler in Hettstadt
| Lage       | Objekt | Akten-Nr.     | Bild |
| ---------- | --- | ------------- | ---- |
| (Standort) | Siedlung der Hallstattzeit sowie Bestattungsplatz mit Körpergräbern der Merowingerzeit. | D-6-6124-0045 |      |
| (Standort) | Siedlung und Körpergräber der Linearbandkeramik. | D-6-6124-0049 |      |
| (Standort) | Archäologische Befunde im Bereich der frühneuzeitlichen katholischen Pfarrkirche St. Sixtus von Hettstadt mit Kirchhof sowie Begräbnisplatz des hohen und späten Mittelalters mit Körpergräbern. | D-6-6124-0128 |      |
| (Standort) | Mittelalterlicher ebenerdiger Ansitz Altes Schloß. | D-6-6224-0001 |      |
| (Standort) | Siedlung vorgeschichtlicher Zeitstellung. | D-6-6224-0059 |      |
| (Standort) | Siedlung der Linearbandkeramik. | D-6-6224-0069 |      |
| (Standort) | Siedlung der Urnenfelderzeit und der jüngeren Latènezeit. | D-6-6224-0083 |      |
| (Standort) | Siedlung der Urnenfelderzeit, der Hallstattzeit und der älteren Latènezeit. | D-6-6224-0086 |      |